# Еміль Рауш
Еміль Рауш (нім. Emil Rausch, 11 вересня 1883, Берлін — 14 грудня 1954, Берлін) — німецький плавець.
Олімпійський чемпіон 1904 року. Один з найвидатніших німецьких плавців усіх часів та всесвітньо відомий протягом понад 10 років.

## Життєпис
Еміль Рауш став першим німецьким спортсменом, що виграв золоту олімпійську медаль з плавання на дистанції 880 ярдів вільним стилем на літній Олімпіаді 1904 року з часом 13:11.4. Ще одну золоту нагороду він здобув на дистанції одна миля вільним стилем з часом 27:18.2. Також на його рахунку бронзова нагорода на дистанції 220 ярдів вільним стилем, де він поступився Френсісу Гейлі та Чарльзу Деніелзу.
Два роки по тому на позачергових Олімпійських іграх 1906 року в Афінах Рауш фінішував п'ятим на дистанції одна миля вільним стилем і здобув срібну медаль в естафеті 4x250 метрів вільним стилем.
З 1901 по 1907 рік Рауш був чемпіоном Німеччини на дистанції 1500 метрів вільним стилем, а в 1903 та 1905 роках також на 100 метрів вільним стилем.
Рауш також отримав багато національних та міжнародних нагород за рятівну діяльність, зокрема Золоту почесну медаль за сприяння рятуванню життя в Англії.
Він продовжував відвідувати та просувати німецькі змагання з плавання з моменту виходу на пенсію в 1910 році до своєї смерті в 1954 році.
Еміль Рауш помер 14 грудня 1954 року у віці 72 років.

## Визнання
У 1968 році його було введено до Міжнародної зали слави плавання.